# حلزون‌خوار کیتسبی
حلزون‌خوار کیتسبی (نام علمی: Dipsas catesbyi) نام یک گونه از سرده مارهای سربزرگ است.